# Saint-Léon (Haute-Garonne)
Saint-Léon is een gemeente in het Franse departement Haute-Garonne (regio Occitanie). De plaats maakt deel uit van het arrondissement Toulouse. Saint-Léon telde op 1 januari 2022 1.284 inwoners.

## Geografie
De oppervlakte van Saint-Léon bedroeg op 1 januari 2022 24,21 vierkante kilometer; de bevolkingsdichtheid was toen 53 inwoners per km².

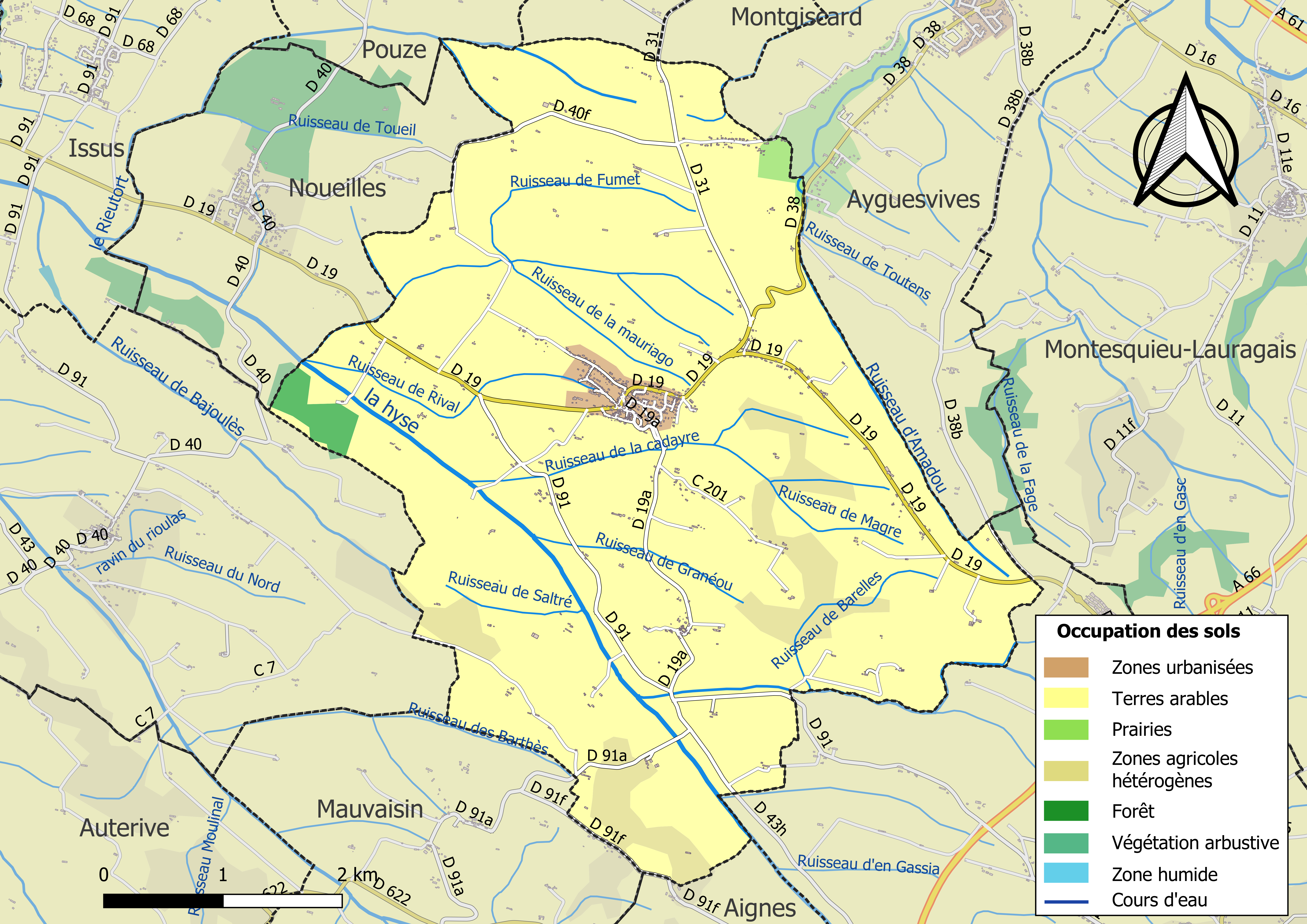
Kaart van de gemeente met belangrijkste infrastructuur, bodemgebruik en omliggende gemeenten

## Demografie
Onderstaande figuur toont het verloop van het inwonertal (bron: INSEE-tellingen).